# Ernest Paulin Tasset
Ernest Paulin Tasset, cunoscut sub numele de Paulin Tasset, (n. 15 noiembrie 1839, Paris, Franța – d. 22 noiembrie 1921, Paris, Île-de-France, Franța) a fost un sculptor, gravor de monede și medalist francez.

## Biografie
Ernest Paulin Tasset a fost elev al lui Eugène-André Oudiné (1810 - 1887). 
Paulin Tasset a figurat la salonul Societății Artiștilor Francezi începând din 1883. El a obținut o mențiune onorabilă în 1876; la Expoziția Universală de la Paris din 1889 a obținut mențiune onorabilă, iar la Expoziția Universală din 1900, a obținut medalia de bronz.
Tasset a fost distins cu titlul de cavaler al Ordinul Național al Legiunii de Onoare, în 1895.
Paulin Tasset a lucrat pentru Monetăria din Paris, unde a creat numeroase medalii și monede comemorative. A gravat numeroase monede pentru Bolivia, Brazilia, Columbia, Republica Dominicană, Grecia, Maroc, Monaco, România și Uruguay.
Atelierul său era situat la numărul 17, strada Clamart (acum strada André-Salel, pionier al aviației), la Fontenay-aux-Roses, Hauts-de-Seine.

## Elevi
- Frédéric-Charles Victor de Vernon (1858 - 1912).

## Opere

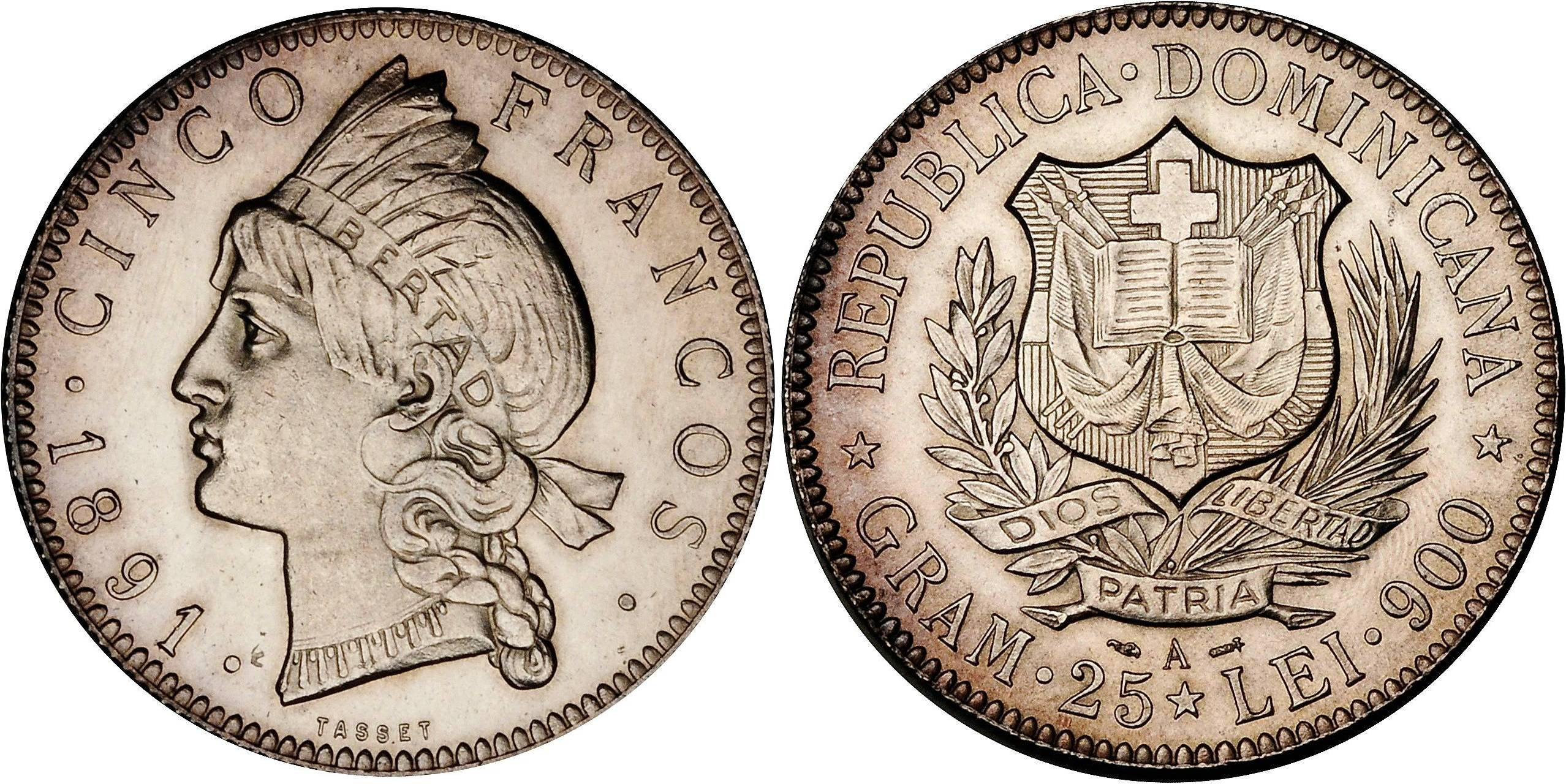
Monedă de 5 franci, 1891, Republica Dominicană

- Medalia Jules Jaluzot fondator al magazinelor Printemps, 1865 - 1884.
- Médaille à ruban des Postes et Télégraphes[7].
- Médaille Chambre du Commerce d'Exportation[8].
- République française. Prix offert par la société de tir d'Avesnes[9].
- Société nivernaise Lettres, Sciences et Arts. Revertimini Ad Antiquitatem[10].

### Monede românești

#### Moneda de 50 de bani (1910, 1911, 1912, 1914)
În anii 1910, 1911, 1912, 1914, au fost emise monede de circulație cu valoarea nominală de 50 de bani, având diametrul de 18 mm, greutatea de 2,50 g, din argint cu titlul de 835‰, restul din aliaj fiind cupru 165‰;
- avers: în centru, ramură de măslin, spre stânga; sus, Coroana de Oțel a României; circular, ROMANIA, valoarea nominală, 50 BANI, anul emiterii, 1910;[11][12]
- revers: circular, CAROL • I • REGE • AL • ROMANIEI •; în centru, efigia regelui, spre stânga, iar sub gât, se poate citi semnătura gravorului, TASSET; margine zimțată.[11][12]

## Scrieri
- Rapport sur la liberté de la fabrication des médailles, adressé au Syndicat général du commerce et de l'industrie par la Chambre syndicale de la gravure. Signé Paulin Tasset, avril 1875 de Paulin Tasset (1875)[13][14].